# Liechtenstein nos Jogos Olímpicos
Liechtenstein participou pela primeira vez dos Jogos Olímpicos em 1936, e enviou atletas para competirem na maioria dos  Jogos Olímpicos de Verão e Jogos Olímpicos de Inverno desde então.
Atletas de Liechtenstein ganharam um total de 10 medalhas olímpicas, todas no esqui alpino. É o único país a ter ganho todas suas medalhas nos Jogos de Inverno.
O Comitê Olímpico Nacional de Liechtenstein foi criado em 1935.
Xaver Frick, um membro fundador do CON do país, é o único atleta de Liechtenstein a ter competido nas Olimpíadas de Verão e de Inverno.

## Quadros de medalhas
| Jogos                 | Atletas        | Ouro | Prata | Bronze | Total | Posição |
| 1936 Berlim           | 6              | 0    | 0     | 0      | 0     | —       |
| 1948 Londres          | 2              | 0    | 0     | 0      | 0     | —       |
| 1952 Helsinque        | 2              | 0    | 0     | 0      | 0     | —       |
| 1956 Melbourne        | Não Participou |      |       |        |       |         |
| 1960 Roma             | 5              | 0    | 0     | 0      | 0     | —       |
| 1964 Toquio           | 2              | 0    | 0     | 0      | 0     | —       |
| 1968 Cidade do Mexico | 2              | 0    | 0     | 0      | 0     | —       |
| 1972 Munique          | 6              | 0    | 0     | 0      | 0     | —       |
| 1976 Montreal         | 6              | 0    | 0     | 0      | 0     | —       |
| 1980 Moscou           | Não Participou |      |       |        |       |         |
| 1984 Los Angeles      | 7              | 0    | 0     | 0      | 0     | —       |
| 1988 Seul             | 12             | 0    | 0     | 0      | 0     | —       |
| 1992 Barcelona        | 7              | 0    | 0     | 0      | 0     | —       |
| 1996 Atlanta          | 2              | 0    | 0     | 0      | 0     | —       |
| 2000 Sydney           | 2              | 0    | 0     | 0      | 0     | —       |
| 2004 Atenas           | 1              | 0    | 0     | 0      | 0     | —       |
| 2008 Beijing          | 2              | 0    | 0     | 0      | 0     | —       |
| 2012 Londres          | 3              | 0    | 0     | 0      | 0     | —       |
| 2016 Rio de Janeiro   | 3              | 0    | 0     | 0      | 0     | —       |
| 2020 Tóquio           | 7              | 0    | 0     | 0      | 0     | —       |
| 2024 Paris            | 1              | 0    | 0     | 0      | 0     | —       |
| 2028 Los Angeles      | Evento Futuro  |      |       |        |       |         |
| Total                 | Total          | 0    | 0     | 0      | 0     | -       |

| Jogos                        | Atletas        | Ouro          | Prata         | Bronze        | Total         | Posição       |
| 1936 Garmisch-Partenkirchen  | 4              | 0             | 0             | 0             | 0             | —             |
| 1948 St. Moritz              | 10             | 0             | 0             | 0             | 0             | —             |
| 1952 Oslo                    | Não Participou |               |               |               |               |               |
| 1956 Cortina d'Ampezzo       | 8              | 0             | 0             | 0             | 0             | —             |
| 1960 Squaw Valley            | 3              | 0             | 0             | 0             | 0             | —             |
| 1964 Innsbruck               | 6              | 0             | 0             | 0             | 0             | —             |
| 1968 Grenoble                | 9              | 0             | 0             | 0             | 0             | —             |
| 1972 Sapporo                 | 4              | 0             | 0             | 0             | 0             | —             |
| 1976 Innsbruck               | 9              | 0             | 0             | 2             | 2             | 14            |
| 1980 Lake Placid             | 7              | 2             | 2             | 0             | 4             | 6             |
| 1984 Saraievo                | 10             | 0             | 0             | 2             | 2             | 16            |
| 1988 Calgary                 | 13             | 0             | 0             | 1             | 1             | 16            |
| 1992 Albertville             | 7              | 0             | 0             | 0             | 0             | —             |
| 1994 Lillehammer             | 10             | 0             | 0             | 0             | 0             | —             |
| 1998 Nagano                  | 8              | 0             | 0             | 0             | 0             | —             |
| 2002 Salt Lake City          | 8              | 0             | 0             | 0             | 0             | —             |
| 2006 Turim                   | 5              | 0             | 0             | 0             | 0             | —             |
| 2010 Vancouver               | 7              | 0             | 0             | 0             | 0             | —             |
| 2014 Sóchi                   | 4              | 0             | 0             | 0             | 0             | —             |
| 2018 PyeongChang             | 3              | 0             | 0             | 1             | 1             | 28            |
| 2022 Beijing                 | 2              | 0             | 0             | 0             | 0             | —             |
| 2026 Milão/Cortina d'Ampezzo | Evento Futuro  | Evento Futuro | Evento Futuro | Evento Futuro | Evento Futuro | Evento Futuro |
| Total                        | Total          | 2             | 2             | 6             | 10            | 30            |

## Medalhistas
| Medalha           | Nome           | Jogos            | Esporte      | Evento                   |
| ----------------- | -------------- | ---------------- | ------------ | ------------------------ |
| Medalha de bronze | Willi Frommelt | 1976 Innsbruck   | Esqui alpino | Slalom masculino         |
| Medalha de bronze | Hanni Wenzel   | 1976 Innsbruck   | Esqui alpino | Slalom feminino          |
| Medalha de ouro   | Hanni Wenzel   | 1980 Lake Placid | Esqui alpino | Slalom gigante feminino  |
| Medalha de ouro   | Hanni Wenzel   | 1980 Lake Placid | Esqui alpino | Slalom feminino          |
| Medalha de prata  | Hanni Wenzel   | 1980 Lake Placid | Esqui alpino | Downhill feminino        |
| Medalha de prata  | Andreas Wenzel | 1980 Lake Placid | Esqui alpino | Slalom gigante masculino |
| Medalha de bronze | Andreas Wenzel | 1984 Sarajevo    | Esqui alpino | Slalom gigante masculino |
| Medalha de bronze | Ursula Konzett | 1984 Sarajevo    | Esqui alpino | Slalom feminino          |
| Medalha de bronze | Paul Frommelt  | 1988 Calgary     | Esqui alpino | Slalom masculino         |
| Medalha de bronze | Tina Weirather | 2018 PyeongChang | Esqui alpino | Super-G feminino         |

## Medalhas por Jogos de Inverno
| Jogos                       | Ouro           | Prata          | Bronze         | Total          |
| 1936 Garmisch-Partenkirchen | 0              | 0              | 0              | 0              |
| 1948 St. Moritz             | 0              | 0              | 0              | 0              |
| 1952 Oslo                   | não participou | não participou | não participou | não participou |
| 1956 Cortina d'Ampezzo      | 0              | 0              | 0              | 0              |
| 1960 Squaw Valley           | 0              | 0              | 0              | 0              |
| 1964 Innsbruck              | 0              | 0              | 0              | 0              |
| 1968 Grenoble               | 0              | 0              | 0              | 0              |
| 1972 Sapporo                | 0              | 0              | 0              | 0              |
| 1976 Innsbruck              | 0              | 0              | 2              | 2              |
| 1980 Lake Placid            | 2              | 2              | 0              | 4              |
| 1984 Sarajevo               | 0              | 0              | 2              | 2              |
| 1988 Calgary                | 0              | 0              | 1              | 1              |
| 1992 Albertville            | 0              | 0              | 0              | 0              |
| 1994 Lillehammer            | 0              | 0              | 0              | 0              |
| 1998 Nagano                 | 0              | 0              | 0              | 0              |
| 2002 Salt Lake City         | 0              | 0              | 0              | 0              |
| 2006 Turim                  | 0              | 0              | 0              | 0              |
| 2010 Vancouver              | 0              | 0              | 0              | 0              |
| 2014 Sóchi                  | 0              | 0              | 0              | 0              |
| 2018 PyeongChang            | 0              | 0              | 1              | 1              |
| Total                       | 2              | 2              | 6              | 10             |

## Ver Também
- Categoria:Competidores Olímpicos de Liechtenstein
- Liechtenstein nos Jogos Paraolímpicos